# 中华人民共和国相关条目列表
中华人民共和国位于东亚，领土陆地面积估约960万平方千米，人口超过14亿，是世界第二大经济体，是最大的出口国和第二大进口国。中国是联合国安全理事会五个常任理事国之一和亚洲太平洋经济合作组织的常务会员。

## 名称代码
- 通用当地国家名：中国
- 发音: [tʂʊ́ŋkuɔ̌]（ⓘ）
- 汉语拼音：Zhōngguó
- 正式当地国家名：中华人民共和国（Zhōnghuá Rénmín Gònghéguó）
- 对当地居民的称谓：中國人
- 词源：中國的稱號
- ISO国家代码：CN，CHN，156
- ISO区域代码：ISO 3166-2:CN
- 互联网國家和地區頂級域：.cn
- 国家象征：
  - 中华人民共和国国徽
  - 中华人民共和国国旗
  - 中华人民共和国国歌

## 中国地理

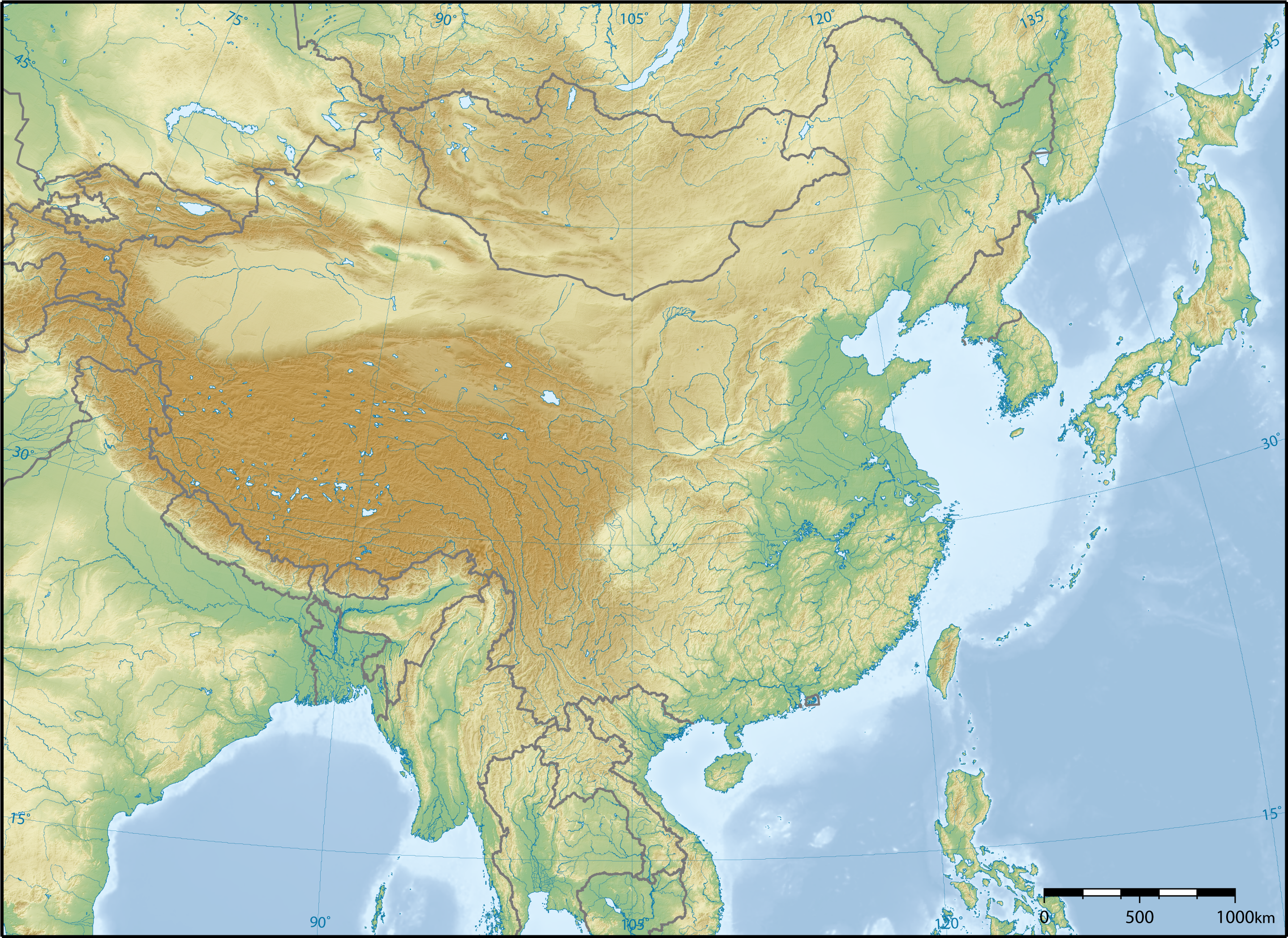
中华人民共和国地形图

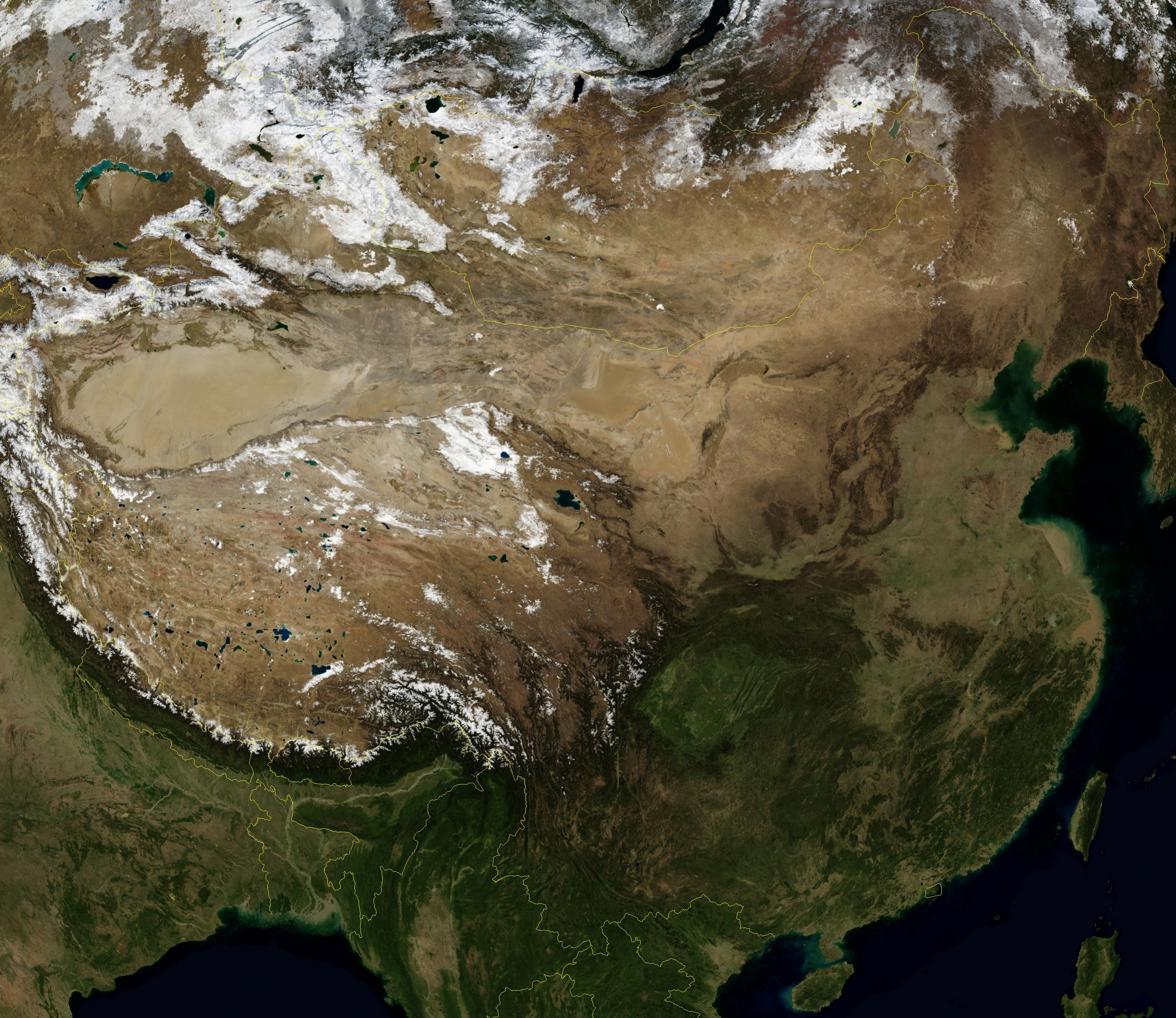
中华人民共和国卫星地图

- 中华人民共和国疆域
  - 中国边界线
  - 中国海岸线
  - 中国领海基点
- 中华人民共和国地理极点
- 中国时区：北京时间（UTC+8）
- 中国气候
- 中国冰川
- 中国湖泊列表
- 中国山脉列表
- 中国火山列表
- 中國河流列表
- 中国地震列表
- 中華人民共和國島嶼列表
- 中华人民共和国环境污染
- 中国5A级旅游景区
- 中华人民共和国国家公园列表
- 中华人民共和国国家级自然保护区列表
- 中华人民共和国国家级风景名胜区列表
- 中国是超级生物多样性国家同盟成员
  - 中国两栖动物列表
  - 中国爬行动物列表
  - 中国雀形目鸟类列表

## 行政区划
- 中华人民共和国首都：北京
- 中国一级行政区
- 中华人民共和国城市列表
- 中国乡村列表

| 省份（23個） 自治區（5個） 直轄市（4個） 特別行政區（2個） | 實際控制、但具爭議性的地区 主張具有主權、但未實際統治的地區，具爭議性的地区 |

| - 1）河北省（冀，石家莊市） - 2）山西省（晉，太原市） - 3）遼寧省（遼，瀋陽市） - 4）吉林省（吉，長春市） - 5）黑龍江省（黑，哈爾濱市） - 6）江蘇省（蘇，南京市） - 7）浙江省（浙，杭州市） - 8）安徽省（皖，合肥市） | - 9）福建省（閩，福州市） - 10）江西省（贛，南昌市） - 11）山東省（魯，濟南市） - 12）河南省（豫，鄭州市） - 13）湖北省（鄂，武漢市） - 14）湖南省（湘，長沙市） - 15）廣東省（粵，廣州市） - 16）海南省（瓊，海口市） | - 17）四川省（川/蜀，成都市） - 18）貴州省（貴/黔，貴陽市） - 19）雲南省（雲/滇，昆明市） - 20）陝西省（陝/秦，西安市） - 21）甘肅省（甘/隴，蘭州市） - 22）青海省（青，西寧市） - 23）台灣省（台，臺北市）（有争议） |

## 政治
- 中华人民共和国政府
- 中华人民共和国国务院
  - 中华人民共和国国务院总理
  - 中华人民共和国主席
  - 中华人民共和国最高领导人
  - 中华人民共和国国家元首列表
- 中国特色社会主义
- 人民代表大会制度
- 中国共产党领导的多党合作和政治协商制度
  - 中国人民政治协商会议
- 中華人民共和國選舉
- 中华人民共和国政党
  - 中国共产党
    - 中国共产党中央委员会总书记
    - 中国共产党集体领导制度
    - 中国共产党全国代表大会

## 法制
- 中华人民共和国宪法
- 全国人民代表大会
  - 全国人民代表大会常务委员会
  - 中华人民共和国法律
  - 中華人民共和國死刑制度
- 中华人民共和国司法体制
  - 中华人民共和国最高人民法院
  - 中华人民共和国最高人民检察院
- 中華人民共和國罪案問題
- 中华人民共和国人权

## 外交
- 驻中华人民共和国外交机构列表
- 中華人民共和國駐外機構列表
- 中华人民共和国参加的国际组织
- 中华人民共和国参加的国际公约

## 军事
- 中央军事委员会
  - 中国共产党中央军事委员会主席[12]
- 中国人民解放军
  - 中国人民解放军陆军
  - 中国人民解放军海军
  - 中国人民解放军空军
  - 中国人民解放军火箭军
  - 中国人民解放军战略支援部队
- 中国人民解放军军衔

## 历史文化
- 中华人民共和国历史
- 中华人民共和国历史年表
- 中國建築
- 中国菜
- 中華人民共和國民族政策
- 漢族傳統節日
- 中国语言
- 中華人民共和國媒體
- 中國人
- 中国大陆的性服务业
- 中华人民共和国节日与公众假期
- 中国宗教
  - 汉传佛教
  - 中国基督教
  - 中国东正教
  - 道教
  - 中国伊斯兰教
  - 中國猶太人
- 中國世界遺產列表
- 中国美术史
- 中国大陆电影
- 中国文学
- 中国音乐
- 中华人民共和国电视广播
- 中国戏曲
- 中华人民共和国体育
  - 中国足球运动
  - 奥林匹克运动会中国代表团
  - 亞洲運動會中國代表團
- 中华人民共和国教育
  - 中华人民共和国高等教育
  - 中国内地高等学校列表

## 经济建设
- 中华人民共和国农业
  - 中国渔业
    - 中国水产养殖业（英语：Aquaculture in China）
      - 中国珍珠养殖业（英语：Pearl farming industry in China）
- 中国黄金开采业（英语：Gold mining in China）
- 中华人民共和国工业（工业史）
- 中国高端材料产业（英语：Advanced materials industry in China）
- 中国生物技术产业（英语：Biotechnology industry in China）
- 中国业务流程外包业（英语：Business process outsourcing in China）
- 中国钢铁产业（英语：Steel industry in China）
- 中国电机制造业（英语：Electric motor manufacturing industry in China）
- 中国电子工业（英语：Electronics industry in China）
- 中华人民共和国互联网
- 中華人民共和國媒體
- 中华人民共和国移动通讯产业
- 中国药业（英语：Pharmacy in China）
  - 中国制药业（英语：Pharmaceutical industry in China）
- 中国出版业（英语：Publishing industry in China）
  - 中国学术出版（英语：Academic publishing in China）
- 中华人民共和国无线电广播（英语：Radio in China）
- 中国稀土行业（英语：Rare earth industry in China）
- 中国大陆房地产业
  - 中华人民共和国水泥业
- 中华人民共和国性玩具业
- 中华人民共和国软件产业
- 中华人民共和国电信业
- 中华人民共和国电视广播
- 中华人民共和国旅游业
- 中国纺织工业（英语：Textile industry in China）
  - 中国丝绸业（英语：Silk industry in China）
- 中华人民共和国电子游戏产业
  - 中国网络游戏产业（英语：Online gaming in China）
- 中国葡萄酒
- 中国啤酒
- 中国咖啡生产（英语：Coffee production in China）
- 中华人民共和国能源政策
- 中国煤炭工业
- 中国石油工业（英语：Petroleum industry in China）
  - 中华人民共和国油页岩
  - 中国炼油厂（英语：Oil refineries in China）
- 中华人民共和国核工业
- 中國大陸電力產業
- 中华人民共和国可再生能源
  - 中华人民共和国风力发电
  - 中华人民共和国太阳能发电
  - 中国地热能源（英语：Geothermal power in China）
- 中国经济特区
- 国家级经济技术开发区
- 国家级高新技术产业开发区
- 国家综合配套改革试验区
- 中国自由贸易试验区
- 国家自主创新示范区
- 中华人民共和国贸易史（英语：History of trade for the People's Republic of China）
- 中国国际贸易中心
- 中华人民共和国交通
  - 中国航运
    - 中华人民共和国港口列表

  - 中国集装箱产业（英语：Container industry in China）
  - 中国铁路设备产业（英语：Railway equipment industry in China）
  - 中国汽车制造业
  - 中华人民共和国民用航空业
- 中华人民共和国通信
  - 中華人民共和國郵票
- 中华人民共和国旅游业
- 中国出口产品列表（英语：List of exports of China）
- 中国最大贸易伙伴列表（英语：List of the largest trading partners of China）
- 中华人民共和国金融
  - 中华人民共和国税收制度
  - 中国金融服务（英语：Financial services in China）
  - 中国证券业（英语：Securities industry in China）
  - 中华人民共和国博彩业
  - 中华人民共和国银行业（银行业历史（英语：History of banking in China））
  - 中国对冲基金业（英语：Hedge fund industry in China）
  - 中国大陆银行列表
  - 中华人民共和国外汇储备
- 中华人民共和国城市化
- 中国给排水现状